# Ricky Bower
Rick (Ricky) Bower (* 20. Oktober 1977 in Park City) ist ein US-amerikanischer Snowboarder. 1999 wurde er Weltmeister in der Halfpipe. Bei den Kontinental-Meisterschaften 2001 wurde er Zweiter in der Halfpipe.